# 楠日维尔
楠日维尔（法語：Nangeville，法語發音：[nɑ̃ʒvil]）是法国卢瓦雷省的一个旧市镇，位于该省东北部，属于皮蒂维耶区。楠日维尔已于2016年1月1日起和另外6个市镇合并为新市镇勒马勒塞布瓦（Le Malesherbois）。

## 地理
楠日维尔（48°18'33"N, 2°19'19"E）面积8.59 平方千米，位于法国中央-卢瓦尔河谷大区卢瓦雷省，该省份为法国中北部省份，北起埃松省，西北接厄尔-卢瓦省，西南接卢瓦-谢尔省，南至涅夫勒省和谢尔省，东临约讷省，东北接塞纳-马恩省。
与楠日维尔接壤的市镇（或旧市镇、城区）包括：曼维利耶、奥尔沃-贝勒索沃、布瓦涅维尔、布鲁伊、尚莫特。

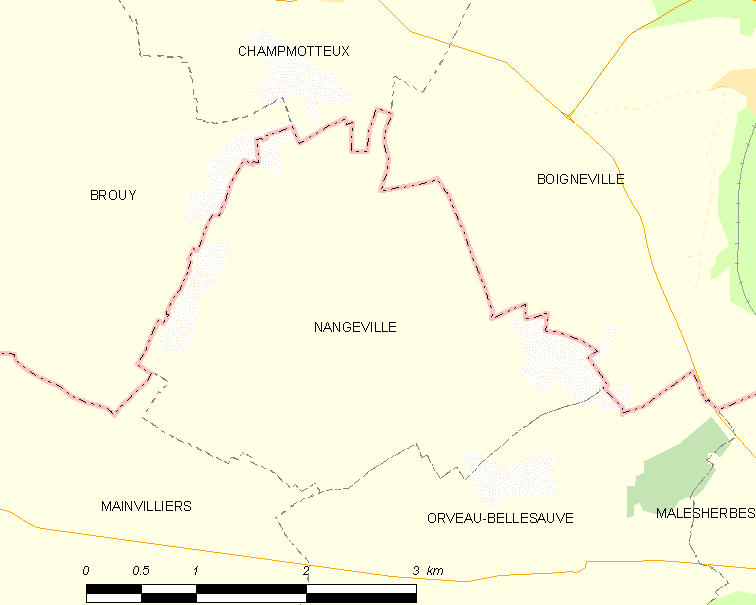
楠日维尔的OSM定位图

楠日维尔的时区为UTC+01:00、UTC+02:00（夏令时）。

## 行政
楠日维尔的邮政编码为45330，INSEE市镇编码为45221。

## 政治
楠日维尔所属的省级选区为勒马勒塞布瓦县。

## 人口

1962-2008年间楠日维尔人口变化图示

楠日维尔于2018年1月1日时的人口数量为114人。